# Droga krajowa B29 (Niemcy)
Droga krajowa 29 (niem. Bundesstraße 29, B 29) – niemiecka droga krajowa przebiegająca  na osi wschód – zachód od skrzyżowania z drogą B14 na wschód od Stuttgartu w Badenii Wirtembergii do skrzyżowania z drogami B25 i B466 w Nördlingen w Bawarii.

## Historia
Droga była wirtemberską drogą krajową nr 36 i była drugą co do wielkości drogą w Wirtembergii. W 1932 r. pomiędzy Waiblingen a Nördlingen wyznaczono przebieg Reichsstrasse 29. Czteropasmowy fragment z Waiblingen do węzła z autostradą A7 był planowany jako autostrada A87.